# Derval
Derval là một xã thuộc tỉnh Loire-Atlantique, trong vùng Pays de la Loire ở phía tây nước Pháp. Xã này nằm ở khu vực có độ cao từ 8-77 mét trên mực nước biển. Theo điều tra dân số năm 2006 của INSEE, xã có dân số 2881 người.
Derval kết nghĩa với Llanidloes, Wales.
Sông Chère tạo thành toàn bộ ranh giới phía bắc thị trấn.